# Ernst Anding

Ernst Anding (1860–1945)

Ernst Emil Ferdinand Anding (* 11. August 1860 in Seebergen; † 30. Juni 1945 in Gotha) war ein deutscher Astronom.

## Leben

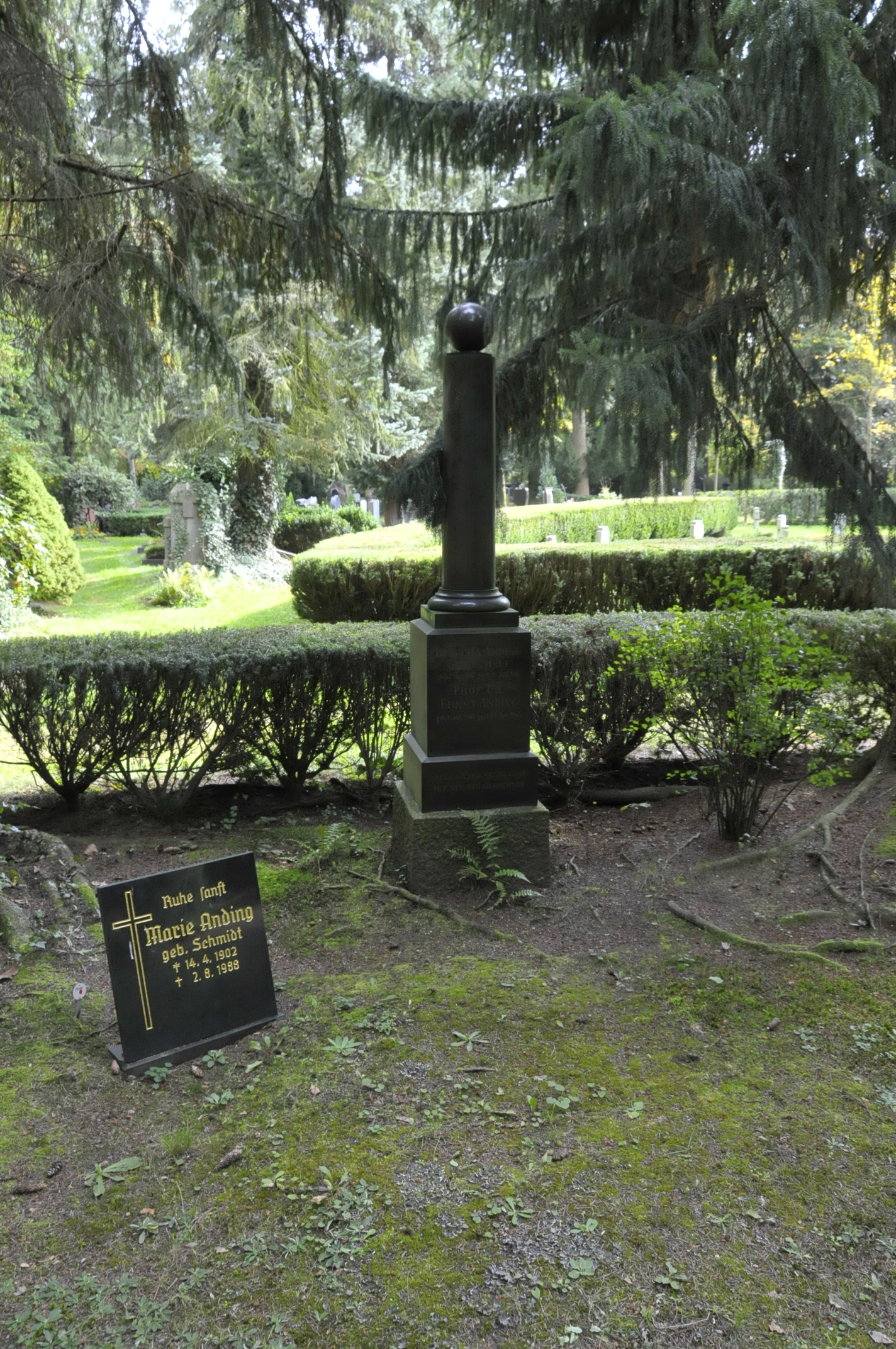
Grabstätte der Familie in Gotha

Ernst Emil Ferdinand Anding wurde am 11. August 1860 in Seebergen als erstes Kind des Landwirts und Schreiners Christoph Wilhelm Anding und seiner Frau Martha Sibylle geb. Tenner geboren.
Anding besuchte das Gymnasium Ernestinum in Gotha und legte dort sein Abitur ab. Er studierte in Jena (1881–1883) und München (1885–1886) Astronomie und promovierte 1888 bei Hugo von Seeliger zum Dr. phil. Danach blieb Anding als Privatdozent in München, wo er ab 1896 als Observator für die Königlich Bayerische Kommission für die internationale Gradmessung arbeitete. Während seines Studiums wurde er 1881 Mitglied der Studentenverbindung und späteren Turnerschaft Salia Jena.
1906 wurde er an die neue Sternwarte Gotha in der Jägerstraße 7 berufen, die er bis zu ihrer Schließung im Jahre 1934 leitete. Zum Professor ernannt, veröffentlichte er hier zunächst Ergebnisse seiner Münchener Messungen. Als theoretischer und praktischer Astronom gab er dann sowohl theoretische Betrachtungen zu einem Inertialsystem und zu Bewegungen der Sonne im Weltraum, als auch Beobachtungsergebnisse zu Verfinsterungen der Jupitermonde u. a. heraus. Seine letzte Schrift befasste sich mit der Möglichkeit eines massereichen Siriusbegleiters.
Unter Andings Leitung wurde die Gothaer Sternwarte weiter modernisiert. Er verbesserte den Meridiankreis durch Anbringen elektrischer Kontakte. Als letztes optisches Instrument beschaffte er ein Passageinstrument der Firma Bamberg in Berlin. Aus München bekam die Sternwarte von der Firma Clemens Riefler eine moderne Uhrenanlage geschenkt, durch die auf elektrischem Wege die Sternwartenuhren und über eine eigene Telegrafenverbindung auch die Zentraluhr im Gothaer Rathaus und damit alle städtischen Uhren gesteuert werden konnten.
Anding beklagte das nachlassende Interesse der Herzoglichen Stiftung an der Sternwarte, die damit gegen das Testament des Herzogs Ernst II.  verstieß. 1934 wurde die Sternwarte Gotha geschlossen.
Am 30. Juni 1945 starb der letzte Leiter der Sternwarte Gotha. Sein Grabmal befindet sich auf dem Hauptfriedhof Gotha (Fam.-Pl. 224). Ihm zu Ehren wurde in seinem Geburtsort Seebergen eine Straße „Prof.-Anding-Straße“ genannt.